# Западная канна
Западная канна (лат. Taurotragus derbianus) — самая крупная африканская антилопа. Распространена в саваннах и редколесьях в западной и центральной части континента, большей частью в Сенегале, Центральноафриканской Республике и Камеруне. Вследствие неконтролируемой охоты и изменения ландшафтов исчезла из некоторых других стран. Ведёт кочевой образ жизни, питается древесно-кустарниковой растительностью. Международный союз охраны природы рассматривает вид как уязвимый (категория VU).

## Систематика
В настоящий момент таксономическое положение описываемого вида остаётся открытым. Большинство молекулярных систематиков рассматривает обыкновенную и западную канны в составе обособленного рода Taurotragus. Международный союз охраны природы, также как и ряд авторов, придерживаются более традиционной принадлежности животного к роду Tragelaphus, в который помимо канн помещают несколько лесных видов: ньялу, горную ньялу, ситатунгу, бушбока, большого и малого куду, а также бонго.
Научное описание вида в 1847 году составил британский зоолог Джон Грей, в качестве типового экземпляра взяв животное, доставленное в Лондон экспедицией Эдварда Смита-Стенли, 13-го графа Дерби. Присвоенное им название Boselaphus derbianus сохранилось лишь в качестве устаревшего синонима. Из множества описанных подвидов к настоящему времени признаются лишь два: T. d. derbianus и T. d. gigas (см ниже). Разница между ними проявляется в размерах, окрасе шерсти и, по некоторым данным, количестве белых полос на боках.

## Описание
Это одна из наиболее крупных современных антилоп, ряд источников называют её самой крупной. Телосложение животного иногда сравнивают с таковым у быков, хотя оно, конечно, не такое массивное. Тем не менее, отдельные экземпляры западной канны превосходят по биометрическим параметрам такое крупное парнокопытное, как африканский буйвол. Общая длина тела 220—290 см, рост в холке 150—175 см, масса 440—900 кг; самцы заметно крупнее и массивнее, чем самки. Морда удлинённая и заметно уже, чем у вола, очень тёмная в промежутке между глазами и ноздрями. Уши широкие, вздёрнутые, рыжеватые снаружи и беловатые с чёрными отметинами изнутри. Хвост длинный (около 90 см), заканчивается тёмным пучком волос. У обоих полов развиты массивные закрученные в спираль рога, более длинные у самцов. Их длина может достигать 100 см, а в отдельных случаях и 120 см.
Шерсть короткая, её окрас варьирует от каштанового и желтовато-коричневого до тёмно-серого и голубовато-серого оттенков, характерных для пожилых самцов. На боках хорошо различимы вертикальные белые полосы, число которых может варьировать от десяти до восемнадцати. На горле и груди взрослых самцов развит массивный подгрудок в виде воротника — пучок удлинённых волос, окрашенных в черноватый цвет. Позади коленей передних ног развиты чёрные отметины.
Выделяют 2 подвида западной канны (Taurotragus derbianus):
- T. d. derbianus Gray, 1847. Имеет рыжеватый оттенок шерсти, количество белых полос около 15. Распространён в Сенегале, Мали, Гвинее, возможно на востоке Гвинеи-Бисау[9].
- T. d. gigas Heuglin, 1863. Выделяется песочным оттенком шерсти и несколько более крупными размерами. Количество белых полос около 12. Распространён в Камеруне, ЦАР, Чаде и Судане[9].

## Распространение
Полагают, что некогда западная канна была распространена на всём протяжении суданско-гвинейской саванны от атлантического побережья Сенегала на западе до южной части Судана и верховьев Нила на востоке. Ко времени исследования континента европейцами этот длинный, но достаточно узкий пояс уже распался на несколько изолированных участков в западной и центральной части континента. Дальнейшее сокращение ареала произошло уже вследствие неконтролируемой охоты и хозяйственной деятельности человека: в XX веке антилопа исчезла из Сьерра-Леоне, Кот-д’Ивуара, Гамбии, Уганды, Нигерии, значительной части Сенегала, Мали и Гвинеи.

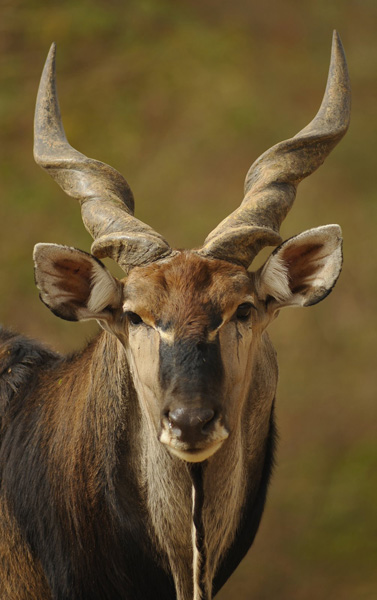
Голова крупным планом

В настоящее время на западе Африки антилопа достоверно обитает на юго-востоке Сенегала (в частности, в пределах национального парка Ниоколо-Коба), откуда в засушливое время года откочёвывает на север Гвинеи и юго-запад Мали (долина реки Фалеме). Эпизодически антилопа появляется на востоке Гвинеи-Бисау. В центральной части континента, где до начала XX века антилопа встречалась в промежутке между северо-восточной Нигерией и северо-западной Угандой, сейчас она благополучно сохранилась лишь на севере Центральноафриканской Республики и в меньшей степени на севере Камеруна. В 2007 году небольшая популяция была отмечена в Южном Национальном парке в Южном Судане. Кочующие стада канны периодически встречаются в Чаде, Демократической Республике Конго, северо-западной Уганде.
Ведёт кочевой образ жизни, места обитания — открытые и полуоткрытые пространства суданской высокотравной саванны, гвинейской лесосаванны, обычно недалеко от водопоя и участков с пересечённой местностью (холмы, скалистые выступы). Сотрудники чешского агротехнического университета выделяют доминирующие в этих биотопах группы древесных растений: комбретовые, цезальпиниевые, мареновые, мимозовые и мальвовые, а также высокорослые злаки Andropogon gayanus. Источники называют одним из излюбленных биотопов редколесья с преобладанием древесного растения Isoberlinia doka.

## Образ жизни
Западная канна держится смешанными в половом и возрастном отношении группами, состоящими из 15—25, изредка до 60 голов. С началом засушливого сезона крупные стада распадаются на более мелкие, а с его окончанием вновь объединяются. Питается древесно-кустарниковой, реже полукустарниковой растительностью: листьями, почками, плодами; травянистые растения занимают в рационе крайне незначительную долю. Выбор кормов широкий, легко меняется в соответствии с доступностью. Ежедневно, в засушливое время не реже раз в два дня, посещает водопой. Активна в основном в тёмное время суток, в жаркие дни прячется в тени деревьев и кустарников. Признаков внутривидовой агрессии обычно не проявляет, даже во время гона. Ведёт себя осторожно, при приближении других животных и человека быстро убегает; легко запрыгивает на возвышения высотой до 1,5 м. Основные враги: лев и пятнистая гиена.
Гон всегда бывает только при обилии корма, чаще всего во время дождливого сезона. Возбуждённый самец трётся лбом о грязь или свежую мочу, стычки с другими самцами редки. Беременность около 270 дней, самка вынашивает только одного телёнка и кормит его до 6 месяцев.

## Комментарии
1. ↑  Другие источники называют самой крупной антилопой обыкновенную канну